# Chaoilta lammellata
Chaoilta lammellata är en stekelart som beskrevs av Cameron 1899. Chaoilta lammellata ingår i släktet Chaoilta och familjen bracksteklar. Inga underarter finns listade i Catalogue of Life.